# Föhrighaus
Föhrighaus ist ein Gemeindeteil der Stadt Selbitz im Landkreis Hof (Oberfranken, Bayern). Föhrighaus liegt in der Gemarkung Selbitz.

## Geografie
Die wüst gefallene Einöde lag am Föhrigbach, einem rechten Zufluss des Rothenbachs. Mittlerweile gibt es keinen Verkehrsweg zu dem Ort.

## Geschichte
Föhrighaus wurde in der ersten Hälfte des 20. Jahrhunderts auf dem Gemeindegebiet von Selbitz gegründet. Auf einer topographischen Karte des Jahres 1939 ist das Anwesen verzeichnet, jedoch noch ohne Ortsnamen.

### Einwohnerentwicklung
| Jahr      | 001950 | 001961 | 001970 | 001987 |
| Einwohner | 4      | 2      | 0      | 0      |
| Häuser    | 1      | 1      |        | 0      |
| Quelle    | [ 8 ]  | [ 9 ]  | [ 10 ] | [ 1 ]  |

## Religion
Föhrighaus war evangelisch-lutherisch geprägt und nach Selbitz gepfarrt.